# Partit Socialista Unit de Veneçuela
El Partit Socialista Unit de Veneçuela (PSUV) és el nom d'un partit polític veneçolà on es fusionen algunes de les forces polítiques i socials que donen suport a la Revolució Bolivariana impulsada pel President Hugo Chávez.
En un primer moment Chávez va decidir que havia de convèncer els diversos partits polítics que li donaven suport perquè es dissolguessin o formessin part del PSUV. Aquesta tasca no va tenir gaire èxit, i només van acceptar-hi partits com el Moviment Cinquena República i partits més petits com el Moviment Electoral del Poble, el MIGATO, la UPV, Independents per la Comunitat Nacional i la Lliga Socialista. Tots junts van sumar el 45,99% dels vots durant les eleccions presidencials del 2006. D'altres partits com Pàtria per a Tots, Per la Democràcia Social, el Moviment Tupamaro de Veneçuela i el Partit Comunista de Veneçuela -que van obtenir un 14,6%- van negar-se a ingressar al PSUV per diferents raons. Més endavant, Chávez va intentar enfortir la naixent organització política mitjançant una crida a les bases perquè s'inscrivissin com a aspirants a militants del PSUV, inscripció que va començar el 29 d'abril i que va acabar el 10 de juny del 2007 amb un total de 5.669.305 aspirants.
La proposta del PSUV va rebre diverses crítiques, tant internes dels simpatitzants de Chávez com externes entre els opositors, basades principalment en la consideració que una proposta per fusionar partits polítics amb diverses ideologies seria antidemocràtica i intenta imposar un pensament únic.
Els promotors de la construcció del nou partit dissenyaren una sèrie de fases per a la seva fundació: la presa de jurament dels primers militants -coneguts com a propulsors-, la creació d'unitats de base i finalment la realització d'un Congrés Fundacional al qual van assistir portaveus escollits entre les unitats de base, la funció dels quals fou la de debatre i dissenyar les bases del partit.
En les darreres eleccions parlamentàries del setembre de 2010, el PSUV va obtenir el 45,21% dels vots vàlids i va consolidar-se com el partit veneçolà més votat.

## Formació del partit

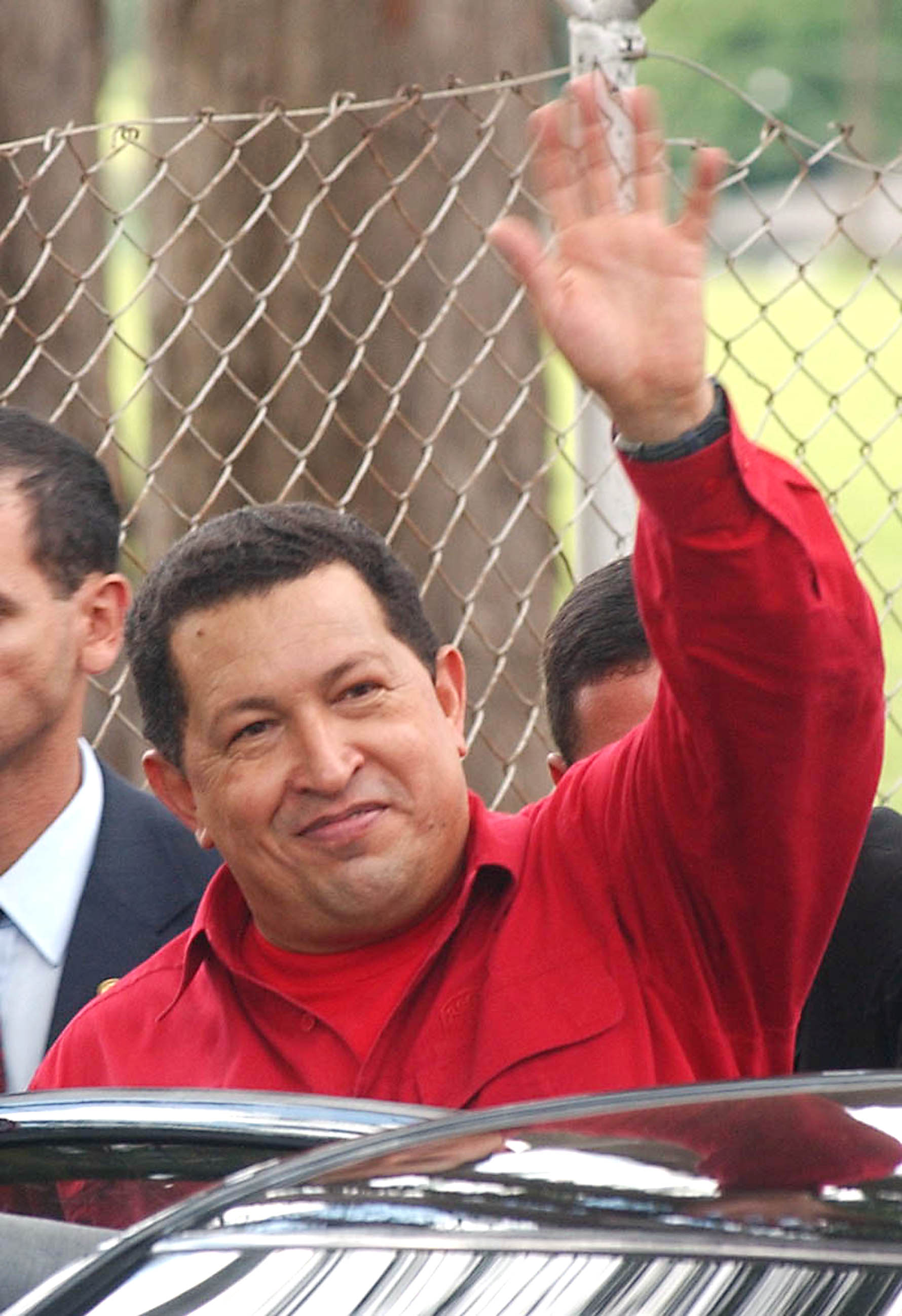
Hugo Chávez, principal promotor del PSUV.

El naixement d'aquest partit per unir l'esquerra veneçolana fou una de les propostes d'Hugo Chávez durant la campanya electoral per a les eleccions presidencials del 2006. Fou coneguda com la proposta del Partit Únic, però més endavant el director general del Comandament Tècnic Nacional del Partit MCR, William Lara, va esclarir que no era "un partit únic sinó unit per sempre amb els ideals bolivarians marxista-leninistes de Bolívar el Llibertador" per així intentar no generar confusions amb els sistemes unipartidistes.
La primera menció pública sobre un probable nom per al partit unitari va aparèixer el 16 de desembre de 2006, quan el mateix Chávez va anunciar-ho durant un acte de reconeixement a la seva campanya, després de la victòria en les eleccions presidencials d'aquell any. Va advertir aleshores que aquells partits que decidissin no integrar-se en la proposta sortirien de la coalició oficialista, a més d'expressar que els vots en aquelles eleccions presidencials no eren dels partits sinó del poble.
Chávez va proposar també un esquema organitzatiu per al nou partit semblant al que va tenir el Comandament Miranda durant la campanya electoral del 2006, conegut com a batallons, escamots i esquadres. Aquesta organització consisteix en un sistema de militants de base organitzats en agrupacions que estan integrades dins d'altres de més grans. A més a més, va demanar que el PSUV acabés amb les assignacions de llocs governamentals i candidatures "a dit" per començar a radicar el poder directament en la base del partit i de les masses.
El procés per registrar la militància del PSUV va començar el 18 de gener de 2007 amb l'elaboració de les plantilles d'inscripció. El dia 15 de febrer va crear-se una Comissió Promotora amb l'objectiu de coordinar els sectors polítics el mètode per crear el nou partit.

### Reaccions
L'anunciament de la creació del PSUV va produir una sèrie d'opinions i reaccions tant entre els partits simpatitzants amb el projecte del president Chávez com entre aquells que formaven part de l'oposició.

#### Partits que van acceptar fusionar-s'hi
Diversos partits revolucionaris -autoanomenats així per donar suport a la Revolució Bolivariana- van donar des del començament un suport total a la creació del PSUV, i van anunciar llur dissolució com a partits independents.

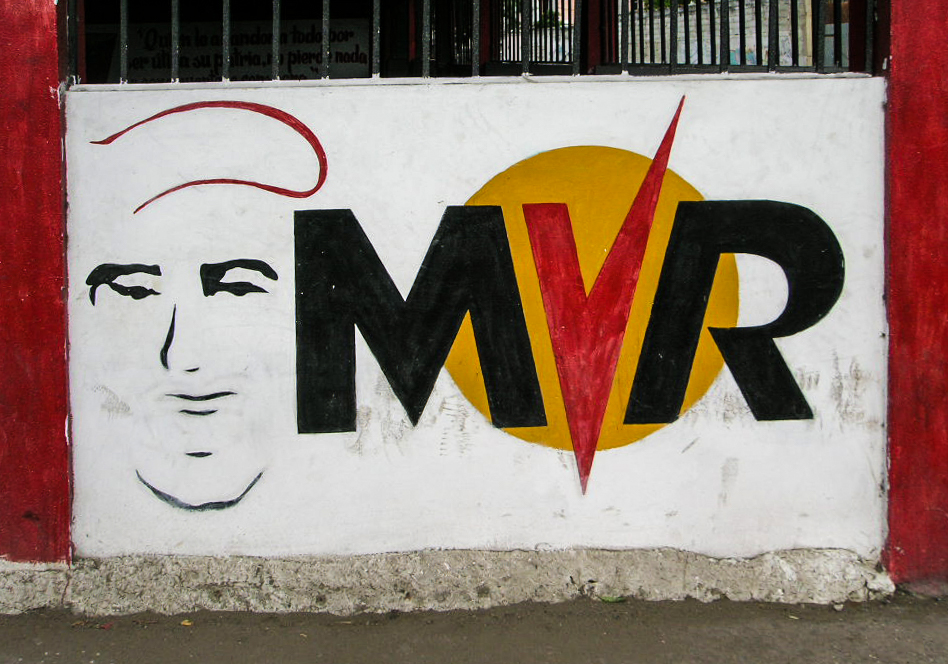
Logotip del MCR.

El Moviment Cinquena República, partit fundat per Chávez el 1997 per servir com a plataforma electoral, fou el primer a donar el pas endavant en anunciar extraoficialment el 18 de desembre de 2006 la seva dissolució com a partit polític, el trasllat de la seva militància al PSUV i el traspàs de tots els seus béns al nou partit.
L'endemà Unitat Popular Veneçolana també va decidir unir-se al Partit Unit. La principal dirigent de la UPV, Lina Ron, va anunciar l'inici de les gestions legals davant del Consell Nacional Electoral de Veneçuela per dissoldre el seu partit. Lina Ron aprofità l'anunci per demanar als partits oficialistes que s'afanyessin a unir-se al PSUV, i va declarar: "Afanyeu-vos, companys, que els poden tancar la porta". Per la seva banda, el Secretari General del Moviment Electoral del Poble, Eustoquio Contreras, va acceptar la proposta del President Chávez i indicà la donació per part del seu partit d'un total de 17 cases distribuïdes pertot el país.

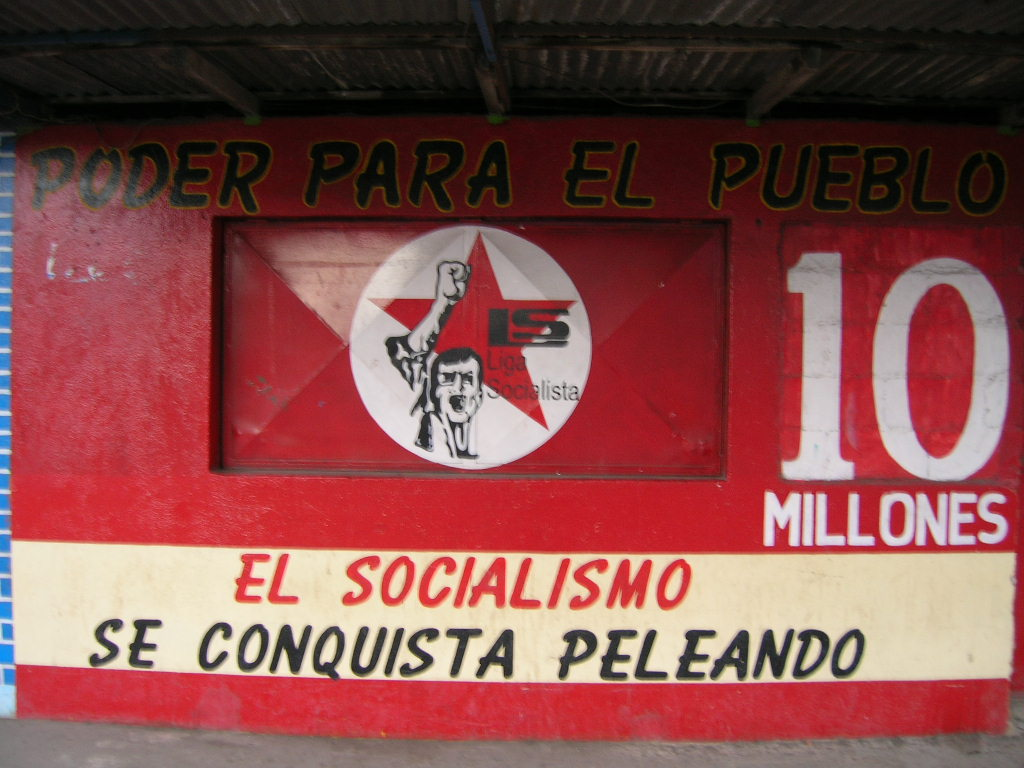
Logotip de la Lliga Socialista.

La Lliga Socialista, mitjançant el seu secretari d'organització nacional, Wilfredo Jiménez, va declarar l'adhesió al partit unitari i la realització d'una consulta popular el gener de 2007 per retre comptes sobre els 33 anys que es va mantenir l'organització. Per a Jiménez, el partit naixent va garantir la democràcia interna, el debat d'idees i la unitat en la lluita contra l'imperialisme.
Tant la Direcció Nacional del Moviment per la Democràcia Directa com el director del Front Cívicomilitar Bolivarià, Héctor Herrera, van pronunciar-se completament a favor d'integrar-se al PSUV. El Front Cívicomilitar Bolivarià va anunciar la celebració d'una Plenària Nacional a Caracas el 17 de gener per realitzar el pronunciament de la dirigència del moviment, mentre que el MDD va realitzar jornades de debat entre el 17 de desembre de 2006 i el 7 de gener de 2007. En una roda de premsa realitzada el 24 de gener de 2007 el Secretari General d'Independents per la Comunitat Nacional, Eddi Mavárez, informà sobre l'acceptació del seu partit i de l'enviament d'un comunicat al Consell Nacional Electoral de Veneçuela per demanar la dissolució d'IPCN.

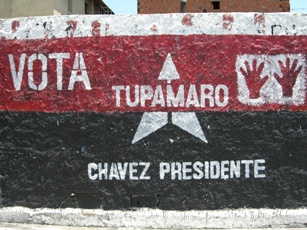
Propaganda electoral del Moviment Tupamaro.

El Moviment Tupamaro de Veneçuela va acordar en una reunió realitzada el 27 de gener de 2007 a l'estat d'Aragua la dissolució del seu partit i l'ingrés al PSUV amb la condició de poder mantenir la seva identitat i que se'l permetés crear una tendència dins el partit unit. Aquesta postura fou reafirmada pel Secretari General dels Tupamaros, José Pinto, quan el 14 de març anuncià la desaparició del Moviment Tupamaro com a partit polític. Per la seva part, el 30 de gener el Moviment Cívicomilitant va enviar un comunicat als medis de tendències esquerranes indicant que estaven disposats a dissoldre's.
El partit Unió, mitjançant el seu president Francisco Arias Cárdenas, anuncià el 28 de gener de 2007 la seva dissolució com a organització i l'ingrés dels seus militants al PSUV, i Arias Cárdenas expressà: "Unió es dissol no per desaparèixer, sinó per créixer dins d'aquest concepte d'unitat amb els nostres germans del procés revolucionari". El 15 de febrer, el MIGATO va unir-se als partits que acceptaren la fusió dins el PSUV.
Els partits regionals Abrebrecha, FIORP, LAGO, La meva Gent i Units per Portuguesa Independent, tots amb representació parlamentària, anunciaren conjuntament llur fusió al partit socialista en una roda de premsa realitzada el 8 de març.
El Corrent Marxista Revolucionari (CMR), que abans no s'havia decidit per cap partit, va donar suport a la nova formació des del primer moment i va decidir entrar en bloc al PSUV.

### Resum de la decisió final dels partits revolucionaris
| Partit polític                                              | % de vots | Decisió        |
| ----------------------------------------------------------- | --------- | -------------- |
| Moviment Cinquena República (MVR)                           | 41,66%    | Fusionar-se    |
| Per la Democràcia Social (PODEMOS)                          | 6,53%     | No fusionar-se |
| Pàtria per a Tots (PPT)                                     | 5,13%     | No fusionar-se |
| Partit Comunista de Veneçuela (PCV)                         | 2,94%     | No fusionar-se |
| Moviment Electoral del Poble (MEP)                          | 0,81%     | No fusionar-se |
| Moviment Independent Guanyem Tots (MIGATO)                  | 0,75%     | Fusionar-se    |
| Unitat Popular Veneçolana (UPV)                             | 0,68%     | Postergar      |
| Classe Mitjana Revolucionària (CMR)                         | 0,59%     | Fusionar-se    |
| Moviment Revolucionari Tupamaro (MRT)                       | 0,59%     | Postergar      |
| Lliga Socialista (LS)                                       | 0,50%     | Fusionar-se    |
| Moviment per la Democràcia Directa (MDD)                    | 0,35%     | Fusionar-se    |
| Gent Emergent (GE)                                          | 0,25%     | No fusionar-se |
| Partit Unió                                                 | 0,25%     | Fusionar-se    |
| Moviment Cívic Militant (MCM)                               | 0,25%     | Postergar      |
| Unitat Patriòtica Comunitària (UPC)                         | 0,19%     | No fusionar-se |
| Moviment de Concentració Gent Nova (MCGN)                   | 0,18%     | Fusionar-se    |
| Força d'Accions Coordinades de Bases Per L'Aliança (FACOBA) | 0,16%     | No fusionar-se |
| Independents per la Comunitat Nacional (IPCN)               | 0,15%     | Postergar      |
| Organització Nacionalista Democràtica Activa (ONDA)         | 0,13%     | Fusionar-se    |
| Moviment Nacional Independent (MNI)                         | 0,11%     | Fusionar-se    |
| Poder Laboral (PL)                                          | 0,10%     | No fusionar-se |
| Corrents Revolucionàries Veneçolanes (CRV)                  | 0,09%     | No fusionar-se |
| Xarxes de Resposta de Canvis Comunitàris (REDES)            | 0,07%     | No fusionar-se |
| Corrent Marxista Internacional (CMI)                        | -         | Fusionar-se    |

| Va acceptar la fusió | Va postergar la decisió | No va acceptar la fusió |

## Resultats electorals
Eleccions presidencials
| Any  | Candidat       | 1a volta  | 1a volta   | 2a volta | 2a volta | Resultat | Nota                 |
| Any  | Candidat       | Vots      | %          | Vots     | %        | Resultat | Nota                 |
| ---- | -------------- | --------- | ---------- | -------- | -------- | -------- | -------------------- |
| 2012 | Hugo Chávez    | 6,386,699 | 42,9 / 100 |          |          | Electe   | Candidat com a GPPSB |
| 2013 | Nicolás Maduro | 6,193,662 | 41,3 / 100 |          |          | Electe   | Candidat com a GPPSB |
| 2018 | Nicolás Maduro | 5,276,265 | 57,3 / 100 |          |          | Electe   | Candidat com a GPPSB |
| 2024 | Nicolás Maduro | 5,150,092 | 51,2 / 100 |          |          | Electe   | Candidat com a GPPSB |

Eleccions parlamentàries
| Any          | Diputats  | Diputats    | Diputats  | Diputats |
| Any          | Vots      | %           | Escons    | +/-      |
| ------------ | --------- | ----------- | --------- | -------- |
| 2010 (GPPSB) | 5,113,121 | 46,07 / 100 | 95 / 167  | 95       |
| 2015 (GPPSB) | 5,203,487 | 37,84 / 100 | 52 / 167  | 43       |
| 2020 (GPPSB) | 3,910,197 | 62,3 / 100  | 222 / 277 | 179      |
| 2025         |           | cap valor   | cap valor |          |

Eleccions municipals i regionals
| Any          | Alcaldes          | Alcaldes          | Alcaldes          | Governacions      | Governacions      | Governacions      |
| Any          | Vots              | %                 | Escons            | Vots              | %                 | Escons            |
| ------------ | ----------------- | ----------------- | ----------------- | ----------------- | ----------------- | ----------------- |
| 2008 (GPPSB) | 4,962,578         | 44,89 / 100       | 272 / 326         | 4,962,578         | 44,89 / 100       | 17 / 22           |
| 2010 (GPPSB) | 307,200           | 50,72 / 100       | 7 / 11            | 179,869           | 50,72 / 100       | 1 / 2             |
| 2012 (GPPSB) | No es va escollir | No es va escollir | No es va escollir | 4,094,464         | 46,65 / 100       | 20 / 23           |
| 2013 (GPPSB) | 5,216,522         | 48,69 / 100       | 256 / 337         | No es va escollir | No es va escollir | No es va escollir |
| 2017 (GPPSB) | 6,517,506         | 71,31 / 100       | 305 / 335         | 5,814,903         | 55,07 / 100       | 18 / 23           |
| 2021 (GPPSB) | 3,495,016         | 39,09 / 100       | 210 / 335         | 3,495,016         | 39,09 / 100       | 19 / 23           |